# Lobocleta carna
Lobocleta carna là một loài bướm đêm trong họ Geometridae.